# しし座イータ星
しし座η星は、しし座の恒星で3等星。

## 特徴
この星は白色超巨星だが、デネブ程の規模ではない。1年で太陽質量の5億分の1の質量を失っており、これは太陽風の10万倍を超える。更に大きな超巨星へ進化している最中で、最終的には白色矮星になると考えられている。
月によって掩蔽される事がよくある。
見かけの二重星であるが、連星ではないとされる。